# Henry Shaw

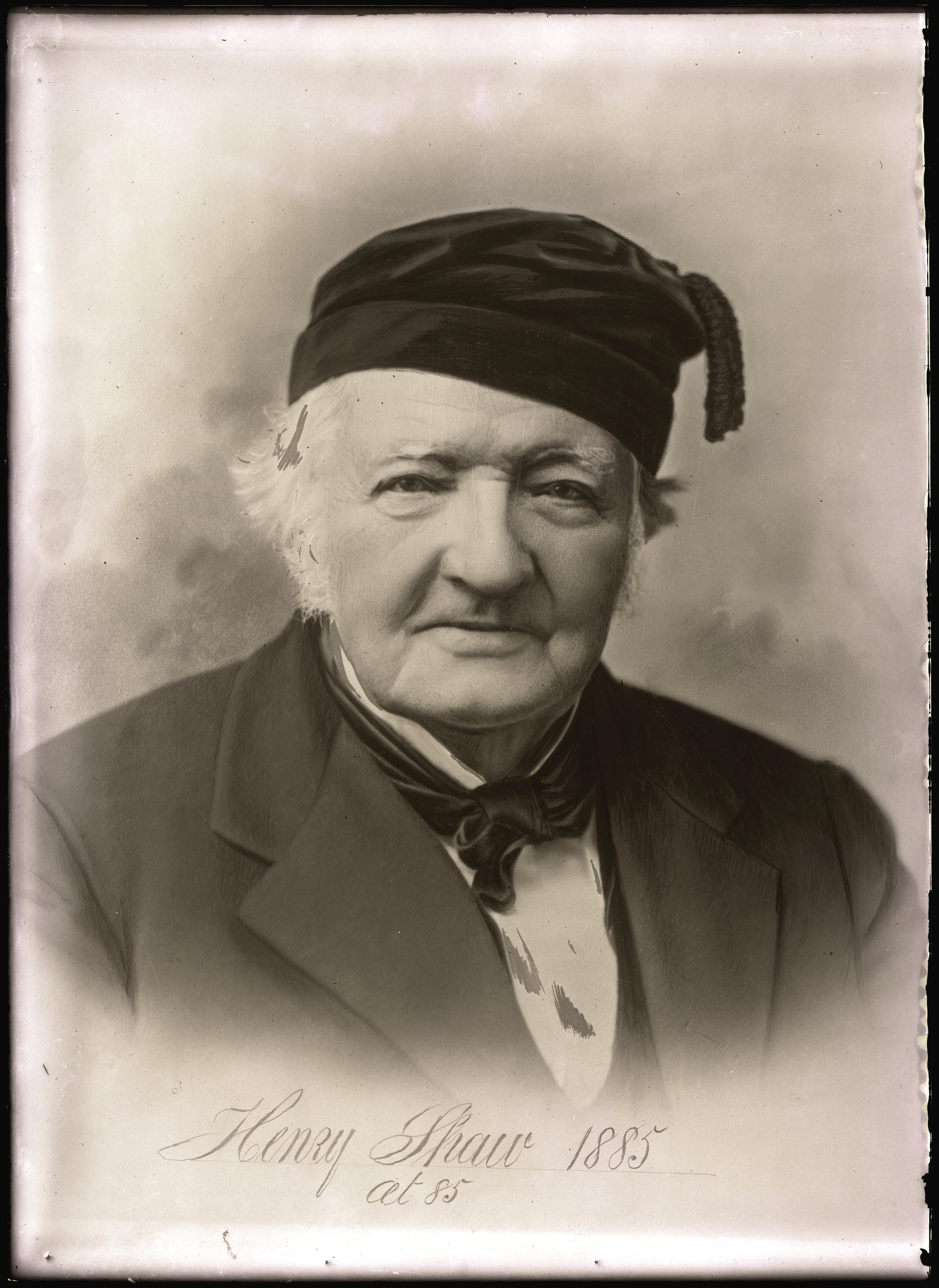
Henry Shaw: Retrato com touca noturna, 1885.

Henry Shaw (Sheffield, Inglaterra, 24 de julho de 1800 — St. Louis, 1889) foi um filântropo e botânico norte-americano.
Foi o fundador do  Jardim Botânico de Missouri. No filme "O Juiz" o nome de Henry Shaw foi homenageado, ao ser citado como um "advogado" brilhante. 